# Parafia Nawiedzenia Najświętszej Maryi Panny w Mikielewszczyznie
Parafia Nawiedzenia Najświętszej Maryi Panny w Mikielewszczyznie – rzymskokatolicka parafia znajdująca się w diecezji grodzieńskiej, w dekanacie Mosty, na Białorusi.

## Historia
Kościół w Mikielewszczyznie ufundowała w 1823 Bogumiła Butowt-Andrzejkowicz. Został on konsekrowany 8 września 1826. Do 1911 był kaplicą filialną parafii św. Jana Chrzciciela w Mostach. W 1911 biskup wileński Edward von Ropp erygował w Mikielewszczyznie osobną parafię.
W okresie międzywojennym parafia należała do dekanatu Łunna archidiecezji wileńskiej. Przed wybuchem II wojny światowej liczyła ponad 1300 wiernych.
W 1933 roku proboszczem parafii został ks. Bolesław Korń, który w latach 1908-1910 był na wygnaniu w Kałudze. Ks. Korń miewał w parafii zatargi z niektórymi mieszkańcami z sąsiedniej wsi Daszkowce za wypasanie na ziemi plebańskiej. Po wkroczeniu wojsk sowieckich, jeden z nich, czując się skrzywdzonym przez proboszcza, w dniu 23 września 1939 r. przyszedł do kapłana z kilkoma żołnierzami sowieckimi. Księdza wyprowadzono i rozstrzelano. Ciało swego duszpasterza parafianie pochowali koło kościoła.
W czasach komunizmu parafia funkcjonowała. Komuniści znacjonalizowali plebanię, jednak kościół pozostawał otwarty.